# Westeuropaliga 2012/2013 (Springreiten)
Die Westeuropaliga des FEI-Weltcups Springreiten 2012/2013 (Rolex FEI World Cup™ Jumping 2012–2013, Western European League) war die 35. Saison der west- und mitteleuropäischen Liga des FEI-Weltcups der Springreiter. Der Weltcup gilt im Bereich der Westeuropaliga als wichtigste Turnierserie in der Hallensaison.

## Ablauf der Turnierserie
Wie bereits in der letzten Saison umfasste auch die Westeuropaliga 2012/2013 zwölf Stationen. Alle diese Turniere waren als CSI 5*, der höchsten Kategorie im Springreiten, ausgeschrieben. Sie wurden mit dem Zusatz -W (also CSI 5*-W) gekennzeichnet, um sie als Weltcupturniere kenntlich zu machen.
Die Serie erstreckte sich in der Saison 2012/2013 vom 11. Oktober bis zum 17. März. Es qualifizierten sich die besten 18 Reiter der Westeuropaliga sowie eventuelle Zusatzteilnehmer („extra competitors“) für das Weltcupfinale 2013. Hauptsponsor der Westeuropaliga und des Weltcupfinals war Rolex.
Die Weltcup-Wertungsprüfungen fanden jeweils am Sonntagnachmittag, vereinzelt auch am Samstagabend statt. Sie waren als Springprüfung mit einmaligem Stechen ausgeschrieben, die Hindernishöhe betrug bis zu 1,60 Meter. Diese Prüfungen sind jeweils mit mindestens 100.000 € dotiert.

## Medien
Die FEI übertrug die Weltcupprüfungen der Westeuropaliga kostenpflichtig über ihr Internet-Portal FEI TV. Im Fernsehen wurden die Weltcupprüfungen zumeist im Durchführungsland live übertragen, in einzelnen Staaten Europas wurden auch die anderen Prüfungen der Westeuropaliga zeitversetzt live übertragen. Eurosport als pan-europäischer TV-Sender zeigte Zusammenfassungen der Prüfungen der Westeuropaliga im Rahmen des Mittwochabendprogramms.

## Die Prüfungen

### 1. Prüfung: Oslo
Die erste Weltcupprüfung der Westeuropaliga findet traditionell in Oslo statt. Die Oslo Horse Show wurde vom 11. bis 14. Oktober 2012 in der Telenor-Arena ausgetragen. Das Weltcupspringen wurde am 14. Oktober ab 12:30 Uhr ausgetragen.
Acht von 40 teilnehmenden Reitern erreichten das Stechen. Hiervon blieben nur drei Reiter mit ihren Pferden im Stechen fehlerfrei. Die Entscheidung zwischen diesen drei Paaren war sehr eng: Nur neunzehn Hundertstelsekunden trennten die Plätze eins und drei. Am Ende stand Jeroen Dubbeldam mit der Stute Utascha als Sieger fest. Die Prüfung war mit 106.500 Euro sowie mit einem Auto des Prüfungssponsors Land Rover dotiert.
|             | Reiter              | Pferd       | 1. Umlauf | 1. Umlauf   | Stechen  | Stechen | Wertungs- punkte |
| Strafpunkte | Reiter              | Pferd       | Zeit (s)  | Strafpunkte | Zeit (s) |         | Wertungs- punkte |
| ----------- | ------------------- | ----------- | --------- | ----------- | -------- | ------- | ---------------- |
| 1           | Jeroen Dubbeldam    | Utascha SFN | 0         | -           | 0        | 43,79   | 20               |
| 2           | Beat Mändli         | Louis       | 0         | -           | 0        | 43,83   | 17               |
| 3           | Sergio Álvarez Moya | Carlo       | 0         | -           | 0        | 43,98   | 15               |

(Plätze eins bis drei von insgesamt 40 Teilnehmern)

### 2. Prüfung: Helsinki
Die Helsinki International Horse Show fand vom 18. bis 21. Oktober 2012 in der Hartwall Areena in Helsinki statt. Hier wurde die zweite Station der Westeuropaliga 2012/2013 ausgetragen.
Das Stechen der Weltcupprüfung erreichte die hohe Anzahl von 14 Teilnehmern. Im Stechen selbst blieben sechs Reiter mit ihren Pferden erneut fehlerfrei. Hiervon machten zwei Reiter den ersten Platz am Ende unter sich aus, zwischen den ersten beiden Plätzen betrug der Abstand nur neun Hundertstelsekunden. Roger-Yves Bost holte mit der Stute Myrtille Paulois den Sieg; Jeroen Dubbeldam und Sergio Alvarez Moya holten wie bereits in Oslo viele Weltcuppunkte und setzten sich damit an die Spitze der vorläufigen Gesamtwertung nach zwei Prüfungen.
Die Weltcupprüfung von Helsinki war mit 120.000 Euro dotiert.
|             | Reiter              | Pferd            | 1. Umlauf | 1. Umlauf   | Stechen  | Stechen | Wertungs- punkte |
| Strafpunkte | Reiter              | Pferd            | Zeit (s)  | Strafpunkte | Zeit (s) |         | Wertungs- punkte |
| ----------- | ------------------- | ---------------- | --------- | ----------- | -------- | ------- | ---------------- |
| 1           | Roger-Yves Bost     | Myrtille Paulois | 0         | -           | 0        | 37,39   | 20               |
| 2           | Sergio Álvarez Moya | Carlo            | 0         | -           | 0        | 37,48   | 17               |
| 3           | Jeroen Dubbeldam    | Utascha SFN      | 0         | -           | 0        | 38,98   | 15               |

(Plätze eins bis drei von insgesamt 39 Teilnehmern)

### 3. Prüfung: Lyon
Zum vierten Mal war die Equitá Lyon ein Weltcupturnier. Das Turnier fand im Jahr 2012 vom 30. Oktober bis 4. November in der Eurexpo in Lyon statt.
Im ersten Umlauf schafften es von 40 Startern mehr als zehn Reiter nicht, in der erlaubten Zeit zu bleiben, so dass sie Zeitstrafpunkte bekamen. Dies betraf auch drei ansonsten fehlerfreie Reiter, die damit das Stechen knapp verpassten. Im Stechen selbst durften noch sieben Reiter mit ihren Pferden antreten. Hiervon schafften es vier Teilnehmer erneut ohne Fehler zu bleiben, die beste Zeit hiervon hatte Pius Schwizer mit dem Wallach Verdi III. Noch schneller als Schwizer waren Kevin Staut mit Silvana und Christian Ahlmann mit Codex One, die aber jeweils einen Hindernisfehler hinnehmen mussten.
|             | Reiter            | Pferd                        | 1. Umlauf | 1. Umlauf   | Stechen  | Stechen | Wertungs- punkte |
| Strafpunkte | Reiter            | Pferd                        | Zeit (s)  | Strafpunkte | Zeit (s) |         | Wertungs- punkte |
| ----------- | ----------------- | ---------------------------- | --------- | ----------- | -------- | ------- | ---------------- |
| 1           | Pius Schwizer     | Verdi III                    | 0         | -           | 0        | 39,99   | 20               |
| 2           | Ludo Philippaerts | Challenge van de Begijnakker | 0         | -           | 0        | 40,83   | 17               |
| 3           | Paul Estermann    | Castlefield Eclipse          | 0         | -           | 0        | 41,58   | 15               |

(Plätze eins bis drei von insgesamt 40 Teilnehmern)

### 4. Prüfung: Verona
Die italienische Etappe der Westeuropaliga der Springreiter fand vom 8. bis 11. November 2012 im Rahmen der Fieracavalli statt. Austragungsort war die Veronafiere in Verona.
Im ersten Umlauf blieben von 40 Teilnehmern 12 fehlerfrei, neun weitere hatten ein Ergebnis von vier Strafpunkten. Die zwölf Reiter ohne Fehler konnten erneut im Stechen starten, wovon fünf Starter abermals ohne Strafpunkte blieben. Die schnellste Zeit dieser Fünf hatte Sergio Álvarez Moya, der mit seinem erst achtjährigen Pferd Zipper mehr als zwei Sekunden schneller war als der Zweitplatzierte und sich damit den Sieg sicherte. Wie bereits eine Woche zuvor war Christian Ahlmann im Stechen schneller als der Sieger, hatte mit Taloubet Z jedoch einen Hindernisabwurf und kam damit auf Rang sieben. Noch schneller war Marcus Ehning, der mit Copin van de Broy lediglich 41,73 Sekunden im Stechen benötigte, aber ebenfalls vier Strafpunkte verzeichnen musste (sechster Platz). Das Weltcupspringen von Verona war mit 190.000 € dotiert.
|             | Reiter                 | Pferd            | 1. Umlauf | 1. Umlauf   | Stechen  | Stechen | Wertungs- punkte |
| Strafpunkte | Reiter                 | Pferd            | Zeit (s)  | Strafpunkte | Zeit (s) |         | Wertungs- punkte |
| ----------- | ---------------------- | ---------------- | --------- | ----------- | -------- | ------- | ---------------- |
| 1           | Sergio Álvarez Moya    | Zipper           | 0         | -           | 0        | 43,20   | 20               |
| 2           | Luca Maria Moneta      | Neptune Brecourt | 0         | -           | 0        | 45,63   | 17               |
| 3           | Malin Baryard-Johnsson | Tornesch         | 0         | -           | 0        | 46,43   | 15               |

(Plätze eins bis drei von insgesamt 40 Teilnehmern)

### 5. Prüfung: Stuttgart
Im Rahmen der Stuttgart German Masters fand die fünfte Wertungsprüfung der Westeuropaliga 2012/2013 statt. Das Turnier wurde vom 14. bis 18. November 2012 durchgeführt. Der Große Preis, der die Weltcup-Wertungsprüfung in Stuttgart darstellt, wird am Nachmittag (14:30 Uhr) des 18. November ausgetragen.
Im ersten Umlauf erreichten 22 von 40 Reitern ein Ergebnis von vier Strafpunkten oder besser. Genau die Hälfte hiervon blieb ohne Fehler und durfte daher im Stechen starten. Als erste Teilnehmerin ging Meredith Michaels-Beerbaum mit der neunjährigen Stute Bella Donna im Stechen an den Start. Sie ritt ein zurückhaltendes Tempo, bleib ohne Fehler (am Ende Rang acht). Nach ihr gingen Jens Fredricson, Luciana Diniz und Marcus Ehning mit ihren Pferden an den Start und waren jeweils schneller als der zuvor gestartete. Die nachfolgenden Reiter versuchten mehrheitlich, die Zeit von Marcus Ehning zu unterbieten, was jedoch nicht gelang. Gegen Ende des Stechens ging Kevin Staut mit Silvana an den Start, zeigte eine schnelle Runde und erreichte die Ziellinie eine Hundertstelsekunde vor der Zeit Ehnings. Dies blieb bis zum Ende das beste Ergebnis des Stechens und war damit der Sieg. Der Große Preis war mit 154.000 € dotiert.
|             | Reiter        | Pferd             | 1. Umlauf | 1. Umlauf   | Stechen  | Stechen | Wertungs- punkte |
| Strafpunkte | Reiter        | Pferd             | Zeit (s)  | Strafpunkte | Zeit (s) |         | Wertungs- punkte |
| ----------- | ------------- | ----------------- | --------- | ----------- | -------- | ------- | ---------------- |
| 1           | Kevin Staut   | Silvana           | 0         | -           | 0        | 42,66   | 20               |
| 2           | Marcus Ehning | Noltes Küchengirl | 0         | -           | 0        | 42,67   | 17               |
| 3           | Luciana Diniz | Winningmood       | 0         | -           | 0        | 43,90   | 15               |

(Plätze eins bis drei von insgesamt 40 Teilnehmern)

### 6. Prüfung: Genf
In der Palexpo in Le Grand-Saconnex bei Genf fand mit dem CHI Genf das sechste Weltcupturnier im Rahmen der Westeuropaliga 2012/2013 statt. Der CHI wurde im Jahr 2012 vom 6. bis 9. Dezember ausgetragen. Genau ein Viertel der 40 Starter schaffte im ersten Umlauf einen Ritt ohne Hindernisabwürfe, wobei Steve Guerdat und Kent Farrington mit ihren Pferden jeweils einen Zeitstrafpunkte verzeichnen mussten. Daher zogen insgesamt acht Reiter mit ihren Pferden in das Stechen ein.
Vier Stechteilnehmer mussten Fehler hinnehmen. Beste Schweizer Teilnehmerin war Janika Sprunger, die mit Palloubet d'Halong auf den vierten Platz kam. Mit Magnus Romeo kam ein Pferd, das sich teilweise im Eigentum von Schweizern befindet, auf Platz drei. Sergio Álvarez Moya setzte seine hocherfolgreiche Weltcupsaison fort und kam auf Rang zwei. Der Sieg ging an Edwina Tops-Alexander und ihren Wallach Itot du Château. Das Weltcupspringen von Genf war mit 187.500 Schweizer Franken dotiert.
|             | Reiter                | Pferd           | 1. Umlauf | 1. Umlauf   | Stechen  | Stechen | Wertungs- punkte |
| Strafpunkte | Reiter                | Pferd           | Zeit (s)  | Strafpunkte | Zeit (s) |         | Wertungs- punkte |
| ----------- | --------------------- | --------------- | --------- | ----------- | -------- | ------- | ---------------- |
| 1           | Edwina Tops-Alexander | Itot du Château | 0         | -           | 0        | 40,40   | 20               |
| 2           | Sergio Álvarez Moya   | Carlo           | 0         | -           | 0        | 41,64   | 17               |
| 3           | Hans-Dieter Dreher    | Magnus Romeo    | 0         | -           | 0        | 42,11   | 15               |

(Plätze eins bis drei von insgesamt 40 Teilnehmern)

### 7. Prüfung: London
Alljährlich präsentiert sich die Olympia London International Horse Show bereits weihnachtlich geschmückt. Dieses siebente Weltcupturnier der Westeuropaliga wurde vom 17. bis 23. Dezember 2012 in London ausgetragen. Die Weltcupwertungsprüfung wurde am Samstagnachmittag ab 14:45 Uhr Ortszeit durchgeführt.
Wie bei der Olympia London International Horse Show üblich, war das Starterfeld mit 35 Pferd-Reiter-Paaren kleiner als bei anderen Prüfungen der Westeuropaliga. Elf Starter hatten im ersten Umlauf ein Ergebnis von vier Strafpunkten, acht Teilnehmer blieben fehlerfrei und qualifizierten sich damit für das Stechen. Im Stechen zeigte Marc Houtzager mit Tamino eine schnelle fehlerfreie Runde (unter 35 Sekunden) und sicherte sich damit den Sieg. Nick Skelton, Gerco Schröder und Luciana Diniz waren mit ihren Pferden ebenfalls sehr schnell im Stechen unterwegs und blieben unter 36 Sekunden, hatten jedoch einen bzw. zwei Hindernisabwürfe. Malin Baryard-Johnsson war mit Tornesch mit 36,63 Sekunden zwar langsamer als die drei vorgenannten Reiter, blieb jedoch fehlerfrei, was am Ende einen zweiten Platz ergab.
|             | Reiter                 | Pferd           | 1. Umlauf | 1. Umlauf   | Stechen  | Stechen | Wertungs- punkte |
| Strafpunkte | Reiter                 | Pferd           | Zeit (s)  | Strafpunkte | Zeit (s) |         | Wertungs- punkte |
| ----------- | ---------------------- | --------------- | --------- | ----------- | -------- | ------- | ---------------- |
| 1           | Marc Houtzager         | Tamino          | 0         | -           | 0        | 34,67   | 20               |
| 2           | Malin Baryard-Johnsson | Tornesch        | 0         | -           | 0        | 36,63   | 17               |
| 3           | Peter Charles          | Odie de Frevent | 0         | -           | 0        | 37,54   | 15               |

(Plätze eins bis drei von insgesamt 35 Teilnehmern)

### 8. Prüfung: Mechelen
Im belgischen Mechelen findet traditionell das letzte große Turnier des Reitsportjahres statt. Dieses Weltcupturnier, genannt Jumping Mechelen - Vlaanderens Kerstjumping, fand im Jahr 2012, wie auch in den Jahren zuvor, vom 26. bis 30. Dezember statt. Das Weltcupspringen wurde am Schlusstag, welcher im Jahr 2012 ein Sonntag ist, ab 15:30 Uhr ausgetragen.
Im ersten Umlauf erreichten 29 von 40 Reiter ein Ergebnis vom vier oder weniger Strafpunkten. Fehlerfrei blieben hiervon neun Teilnehmer, die damit in das Stechen einzogen. Im Stechen blieben fünf Pferd-Reiter-Paare fehlerfrei, die besten drei hiervon blieben mit ihren Zeiten innerhalb einer Sekunde. Der Sieg ging an den in Deutschland lebenden Schweden Henrik von Eckermann mit Gotha FRH.
|             | Reiter               | Pferd              | 1. Umlauf | 1. Umlauf   | Stechen  | Stechen | Wertungs- punkte |
| Strafpunkte | Reiter               | Pferd              | Zeit (s)  | Strafpunkte | Zeit (s) |         | Wertungs- punkte |
| ----------- | -------------------- | ------------------ | --------- | ----------- | -------- | ------- | ---------------- |
| 1           | Henrik von Eckermann | Gotha FRH          | 0         | -           | 0        | 35,29   | 20               |
| 2           | François Mathy Jr    | D'Atlantique Royal | 0         | -           | 0        | 35,89   | 17               |
| 3           | Jens Fredricson      | Lunatic            | 0         | -           | 0        | 36,08   | 15               |

(Plätze eins bis drei von insgesamt 40 Teilnehmern)

### 9. Prüfung: Leipzig
Die Westeuropaliga wurde im neuen Jahr bei der Partner Pferd auf dem Leipziger Messegelände fortgesetzt. Die Partner Pferd wurde im Jahr 2013 vom 17. bis 20. Januar ausgetragen. Der Große Preis am Sonntag war die Weltcupprüfung der Springreiter in Leipzig, die Prüfung wurde ab 14:30 Uhr durchgeführt. Zunächst schien es, als wenn sehr wenig Reiter das Stechen erreichen würden, sowohl die erlaubte Zeit als auch die Hindernisse waren herausfordernd. Gegen Ende des ersten Umlaufs schafften es dann aber eine Reihe von Reitern in Folge, sich für das Stechen zu qualifizieren. Insgesamt blieben zehn Pferd-Reiter-Paare ohne Fehler im ersten Umlauf zu blieben.
Nachdem es im Stechen zunächst eine Starter nicht schaffen, fehlerfrei zu blieben, setzte sich Edwina Tops-Alexander in Führung. Mit ihrem neunjährigen Wallach Ego van Orti, der hier sein erstes Weltcupspringen überhaupt bestritt, blieb sie in gemäßigter Zeit fehlerfrei. Nach ihr setzte sich Pius Schwizer mit Picsou du Chene in Führung, doch auch dies änderte sich bereits beim nächsten Starter. Das Vorjahressiegerpaar, Christian Ahlmann und Taloubet Z, waren fehlerfrei vier Sekunden schneller als Schwizer. Nach Ahlmann kamen noch vier Paare an den Start, kamen jedoch an dessen Zeit nicht mehr heran. Kevin Staut, der mit Silvana als letzter in das Stechen ging, verschätzte sich bei einer Distanz, riss alle Stangen des Hindernisses und stürzte anschließend, so dass er ausschied. Für Ahlmann und Taloubet Z ist dieser Sieg der dritte in Folge in Leipzig, nachdem sie 2011 hier das Weltcupfinale gewannen und 2012 auch das Weltcupspringen siegreich abschlossen.
|             | Reiter            | Pferd                       | 1. Umlauf | 1. Umlauf   | Stechen  | Stechen | Wertungs- punkte |
| Strafpunkte | Reiter            | Pferd                       | Zeit (s)  | Strafpunkte | Zeit (s) |         | Wertungs- punkte |
| ----------- | ----------------- | --------------------------- | --------- | ----------- | -------- | ------- | ---------------- |
| 1           | Christian Ahlmann | Taloubet Z                  | 0         | -           | 0        | 36,45   | 20               |
| 2           | Denis Lynch       | Abbervail van het Dingeshof | 0         | -           | 0        | 38,65   | 17               |
| 3           | Gerco Schröder    | London                      | 0         | -           | 0        | 39,53   | 15               |

(Plätze eins bis drei von insgesamt 40 Teilnehmern)

### 10. Prüfung: Zürich
Der CSI Zürich ist zum fünften Mal ein Weltcupturnier der Westeuropaliga. Das im Züricher Hallenstadion ausgetragene Turnier fand 2013 vom 25. bis zum 27. Januar statt. Die Classic genannte Weltcupprüfung wurde am Nachmittag des 27. Januar 2013 durchgeführt.
Im ersten Umlauf der Prüfung stellte insbesondere die erlaubte Zeit eine Herausforderung für die Starter dar: von 39 Reitern, die an den Start gingen, mussten 16 Reiter mit ihren Pferden Zeitstrafpunkte in Kauf nehmen. 14 Pferd-Reiter-Paare hatten ein Ergebnis von vier Strafpunkten oder besser, lediglich vier blieben ohne Fehler und qualifizierten sich für das Stechen.
Im Stechen mussten Henrik von Eckermann und Gotha FRH vier Strafpunkte hinnehmen, auch die Zeit der anderen Stechteilnehmer erreichten sie nicht. Die drei übrigen Stechteilnehmer blieben fehlerfrei, die Entscheidung fiel anhand der Zeit – der Unterschied zwischen den dreien betrug lediglich 25 Hundertstelsekunden. Am Ende hatte Luciana Diniz mit ihrem zwölfjährigen Wallach Lennox die Nase vorne. Für den Sieg bekam sie einen Pkw des Prüfungssponsoren Mercedes-Benz, insgesamt wurden etwa 250.000 Schweizer Franken in der Prüfung ausgeschüttet.
|             | Reiter               | Pferd     | 1. Umlauf | 1. Umlauf   | Stechen  | Stechen | Wertungs- punkte |
| Strafpunkte | Reiter               | Pferd     | Zeit (s)  | Strafpunkte | Zeit (s) |         | Wertungs- punkte |
| ----------- | -------------------- | --------- | --------- | ----------- | -------- | ------- | ---------------- |
| 1           | Luciana Diniz        | Lennox    | 0         | -           | 0        | 35,17   | 20               |
| 2           | Rolf-Göran Bengtsson | Casall    | 0         | -           | 0        | 35,30   | 17               |
| 3           | Christian Ahlmann    | Codex One | 0         | -           | 0        | 35,42   | 15               |

(Plätze eins bis drei von insgesamt 39 Teilnehmern)

### 11. Prüfung: Bordeaux
Das zweite französische Weltcupturnier der Westeuropaliga 2012/2013 war das Jumping International de Bordeaux. Dieses Turnier fand vom 8. bis 10. Februar 2013 im Parc de Expositions de Bordeaux statt. Die Weltcupspringprüfung fand, anderes als bei den meisten Weltcupturnieren, nicht am Abschlusstag, sondern am Samstagabend statt. Der italienische Parcourbauers Uliano Vezzani erstellte den Parcours.
Im ersten Umlauf stellte die erlaubte Zeit für die Reiter kein Problem dar, nur zwei von 39 Startern musste Zeitstrafpunkte hinnehmen. 16 Pferd-Reiter-Paare hatten im ersten Umlauf ein Ergebnis von vier Strafpunkten oder besser, hiervon war die Hälfte ohne Fehler geblieben. Im Stechen der acht Fehlerfreien blieb ebenfalls die Hälfte der Teilnehmer ohne Fehler. Pius Schwizer war mit Picsou du Chene der langsamste der vier Fehlerfreien im Stechen, die drei weiteren lagen am Ende zeitlich dicht beieinander. Sieger wurde Hans-Dieter Dreher mit Magnus Romeo, der sich damit voraussichtlich einen Startplatz beim Weltcupfinale erhält.
|             | Reiter               | Pferd        | 1. Umlauf | 1. Umlauf   | Stechen  | Stechen | Wertungs- punkte |
| Strafpunkte | Reiter               | Pferd        | Zeit (s)  | Strafpunkte | Zeit (s) |         | Wertungs- punkte |
| ----------- | -------------------- | ------------ | --------- | ----------- | -------- | ------- | ---------------- |
| 1           | Hans-Dieter Dreher   | Magnus Romeo | 0         | -           | 0        | 34,25   | 20               |
| 2           | Henrik von Eckermann | Gotha FRH    | 0         | -           | 0        | 34,77   | 17               |
| 3           | Pénélope Leprevost   | Nayana       | 0         | -           | 0        | 34,92   | 15               |

(Plätze eins bis drei von insgesamt 39 Teilnehmern)

### 12. Prüfung: ’s-Hertogenbosch
Den Saisonabschluss der Westeuropaliga bildete 2013 das Turnier Indoor Brabant, welches vom 14. bis 17. März 2013 in ’s-Hertogenbosch in den Niederlanden ausgetragen wurde. Das Weltcupspringen wurde am Schlusstag des Turniers ab 15 Uhr durchgeführt. Der Parcours der Prüfung wurde vom Belgier Louis Konickx gestaltet.
In dieser Prüfung gingen 38 Reiter an den Start, zehn von ihnen erreichten ein Ergebnis von vier Strafpunkten. Mit einem Zeitstrafpunkt verpasste Ludger Beerbaum, der Zinedine ritt, knapp das Stechen. Für das Stechen qualifizierten sich neun Pferd-Reiter-Paare, die im ersten Umlauf ohne Fehler blieben.
Im Stechen mussten vier Starter Strafpunkte hinnehmen. Während Gerco Schröder mit New Orleans eine etwas langsamere Zeit im Stechen hatte und auf Platz fünf kam, war der Abstand zwischen den Plätzen eins bis vier mit 1,05 Sekunden knapp. Den Sieg sicherte sich David Will, für den dies der erste Weltcupstart in dieser Hallensaison war. Der deutsche Bundestrainer Otto Becker resümierte Wills Sieg: „Wir haben ihn ins kalte Wasser geschmissen und er hat es super gemacht“.
|             | Reiter                | Pferd             | 1. Umlauf | 1. Umlauf   | Stechen  | Stechen | Wertungs- punkte |
| Strafpunkte | Reiter                | Pferd             | Zeit (s)  | Strafpunkte | Zeit (s) |         | Wertungs- punkte |
| ----------- | --------------------- | ----------------- | --------- | ----------- | -------- | ------- | ---------------- |
| 1           | David Will            | Colorit           | 0         | -           | 0        | 35,73   | 20               |
| 2           | Edwina Tops-Alexander | Itot du Château   | 0         | -           | 0        | 35,84   | 17               |
| 3           | Marcus Ehning         | Copin van de Broy | 0         | -           | 0        | 36,68   | 15               |

(Plätze eins bis drei von insgesamt 38 Teilnehmern)

## Endwertung
Anhand der Gesamtwertung wurde ermittelt, welche 18 Reiter aus den Staaten in Bereich der Westeuropaliga sich für das Finale qualifizierten. Zudem konnten sich weitere Reiter aus anderen Staaten über die Westeuropaliga für das Weltcupfinale qualifizieren, soweit sie in Mittel- / Westeuropaliga wohnhaft waren. Jeder Reiter konnte bei maximal sechs Prüfungen Wertungspunkte sammeln, weitere Wertungspunkte wurden gestrichen.
Die Reiter konnten zudem in der Nordamerikanischen Weltcupliga Punkte sammeln (siehe „weitere“ in der nachfolgenden Tabelle). Wertungspunkte aus anderen Weltcupligen der Welt wurden hingegen nicht in die Westeuropaliga übernommen.
Das Reglement findet sich im Hauptartikel zum Springreiter-Weltcup.
|    | Reiter                     | Oslo | Helsinki | Lyon | Verona | Stuttgart | Genf | London | Mechelen | Leipzig | Zürich | Bordeaux | ’s-Hertogenbosch | weitere | Wertungs- punkte |
| -- | -------------------------- | ---- | -------- | ---- | ------ | --------- | ---- | ------ | -------- | ------- | ------ | -------- | ---------------- | ------- | ---------------- |
| 1  | Sergio Álvarez Moya        | 15   | 17       | 6    | 20     | (0)       | 17   | —      | —        | (0)     | (0)    | 0        | —                | —       | 75               |
| 2  | Christian Ahlmann          | —    | —        | 12   | 10     | 8         | (0)  | —      | 7        | 20      | 15     | (0)      | (6)              | —       | 72               |
| 3  | Kevin Staut                | (8)  | 11       | 11   | 8      | 20        | (0)  | (5)    | 11       | (7)     | (0)    | (0)      | 11               | —       | 72               |
| 4  | Pius Schwizer              | 10   | (2)      | 20   | —      | (0)       | 6    | (0)    | 8        | 13      | (5)    | 13       | (4)              | —       | 70               |
| 5  | Luciana Diniz              | 6    | —        | —    | (0)    | 15        | 2    | 10     | —        | 8       | 20     | (0)      | (0)              | —       | 61               |
| 6  | Meredith Michaels-Beerbaum | —    | —        | 8    | 12     | 9         | —    | —      | —        | 5       | 12     | —        | —                | 19, (7) | 60               |
| 7  | Marcus Ehning              | —    | —        | —    | 11     | 17        | (0)  | 8      | —        | 4       | (0)    | 4        | 15               | —       | 59               |
| 8  | Edwina Tops-Alexander      | (0)  | (0)      | 4    | (0)    | (0)       | 20   | (0)    | —        | 12      | 1      | 1        | 17               | —       | 54               |
| 9  | Malin Baryard-Johnsson     | —    | —        | 0    | 15     | —         | —    | 17     | —        | 6       | 2      | —        | 13               | —       | 53               |
| 10 | Denis Lynch                | (0)  | (0)      | 3    | —      | 12        | 9    | —      | (0)      | 17      | (0)    | 12       | 0                | —       | 53               |
| 11 | Marc Houtzager             | —    | —        | 5    | —      | —         | —    | 20     | —        | 9       | 7      | —        | 10               | —       | 51               |
| 12 | Henrik von Eckermann       | —    | (0)      | —    | 0      | —         | 0    | —      | 20       | 0       | 13     | 17       | —                | —       | 50               |
| 13 | Jens Fredricson            | 0    | 9        | —    | —      | 13        | —    | —      | 15       | 11      | —      | —        | —                | —       | 48               |
| 14 | Gerco Schröder             | —    | —        | —    | —      | —         | —    | 11     | —        | 15      | 0      | 10       | 12               | —       | 48               |
| 15 | Pénélope Leprevost         | 7    | (0)      | (0)  | 4      | 6         | 4    | 12     | (0)      | (0)     | (0)    | 15       | (0)              | —       | 48               |
| 16 | Roger-Yves Bost            | —    | 20       | (0)  | —      | —         | 12   | 7      | (0)      | 0       | 3      | 5        | —                | —       | 47               |
| 17 | Hans-Dieter Dreher         | —    | —        | (0)  | —      | 7         | 15   | —      | 1        | 3       | 0      | 20       | —                | —       | 46               |
| 18 | Steve Guerdat              | 3    | 3        | (0)  | —      | (2)       | 8    | (2)    | 12       | (0)     | 10     | 8        | (0)              | —       | 44               |
| 19 | Rolf-Göran Bengtsson       | 9    | —        | (0)  | —      | (0)       | 10   | —      | —        | 1       | 17     | 6        | 0                | —       | 43               |

Plätze eins bis neunzehn

## Weltcupfinale
Gemeinsam mit dem Weltcupfinale der Dressurreiter wurde das Weltcupfinale der Springreiter vom 24. bis 28. April 2013 in Göteborg in Schweden ausgetragen.